# Тобасцы
Тобасцы (кит. 拓拔, пиньинь Tuòbá) или Табгачи (др. тюрк. ‏𐱃𐰉𐰍𐰲‎, Tabγač) — древнемонгольский кочевой народ, ответвление сяньбийцев. Вторглись в Китай, где основали Дай и Тоба-Вэй.

## Происхождение
Первые сведения о тоба появились в китайских летописях в 261. Название тоба означало косоплёты из-за их обычая сплетать волосы в косу (Бянь-фа). В племенном союзе тоба было 99 родов и 36 владений. Тоба жили на севере Монголии и в пределах современной России. Сведения о их ранней истории отрывочны. По мнению Г. Е. Грумм-Гржимайло, тобасцы откочевали в Забайкалье с юга в I веке до н. э.
В начале III в. основная масса сяньбийских племен, включая Тоба, откочевали из Забайкалья.
Тоба были кочевниками скотоводами и жили севернее других сяньбийских племен. В течение трех веков они обитали по р. Онону и затем постепенно стали продвигаться на юг, перешли Гоби и покорили ряд областей раздробленного и враждующего Китая, где основали известную династию Северную Вэй (386—535 гг.).
При хане Туине тоба переселились к озеру Далай-Нур. Хан Линь разделил орду на 10 частей. После него правил Цзефэнь, он захватил бывшие земли хунну. Следующий хан Ливэй переселился в китайский округ Дин Сян. В китайских источниках называли тоба тех у кого матери и отцы были из хуннов и сяньби. Жужани считали себя одного происхождения с тоба.
В. С. Таскин относил тоба к числу монголоязычных племён. Тоба, создавшие династию Северную Вэй, считаются родственными племени туфа, основавшему династию Южная Лян. Тоба, по В. С. Таскину, представляли собой одно из сяньбийских племён, входивших в группу дунху.
Известный тюрколог С. Г. Кляшторный считал табгачей тюркоязычным племенем.

## История

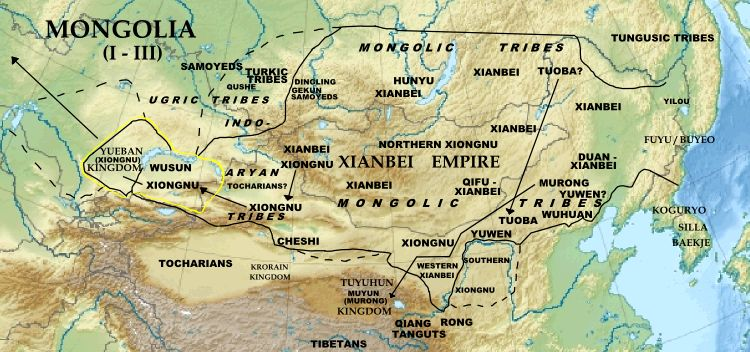
Сяньбийцы и тобасцы около III в.

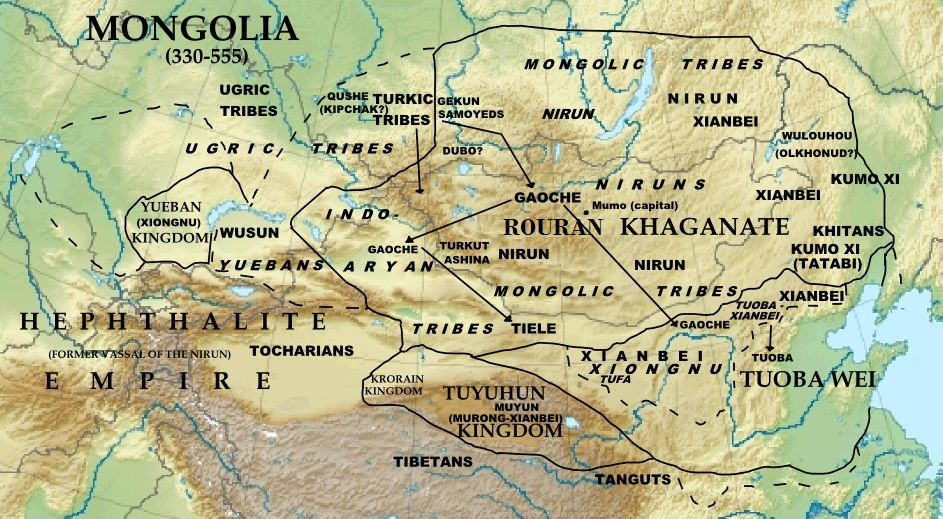
Жужаньский каганат, Тогон, Северная Вэй 330—555 н. э.

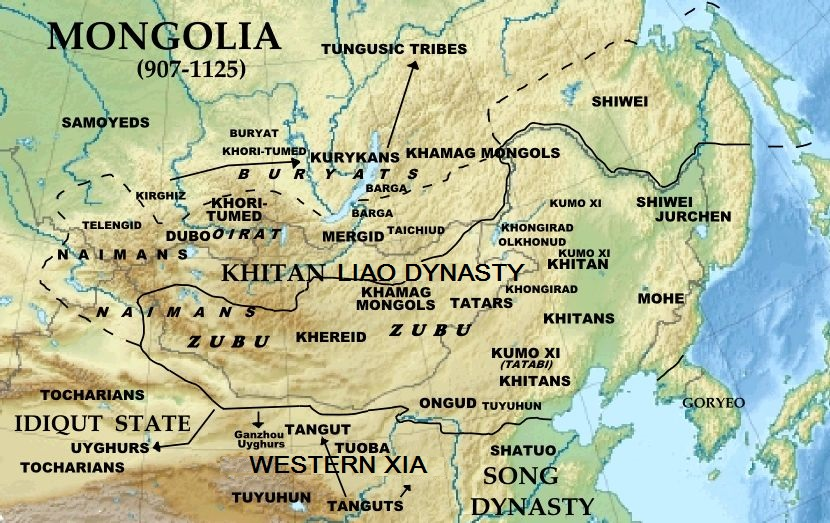
Кидани и остатки тобасцев в Алашане

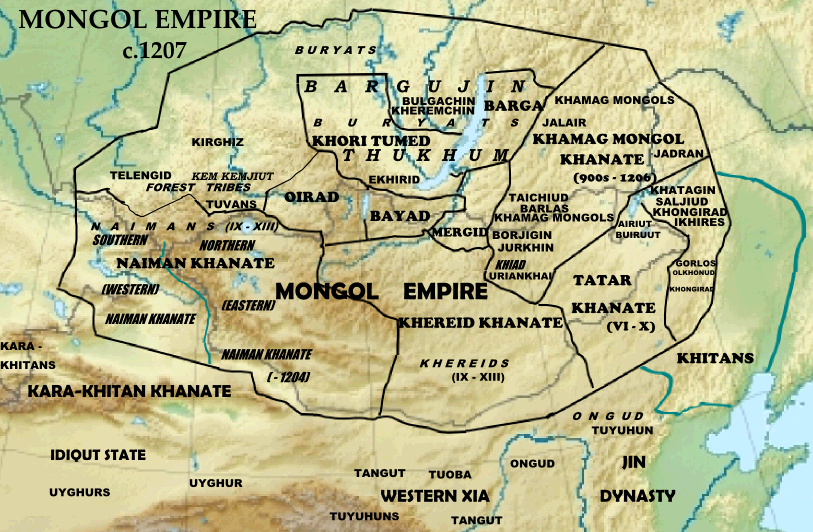
Монголы и остатки тобасцев в Алашане

В 261 тоба прислали дань Цао Вэй, которую привёз принц Шамохань. Он был заложником в Китае до 275 года. Ливэй снова отправил Шамоханя с посольством, но его убили в Китае в 277 году, а Ливэй скончался на 104 году жизни. Новый хан Силу боролся с мятежами и воевал с ухуанями. В 295 тоба разделились на три аймака их возглавили ханы Лугуань, Ито и Илу. В 307 Лугуань скончался. Тоба Илу объединил табгачей под своей властью. Он воевал с хуннами на стороне империи Цзинь. В 312 он нанёс Северной Хань поражение, но решил закончить поход. В 315 Илу получил титул Дай Ван, построил себе столицу и установил чиновничий аппарат по китайскому образцу. В 316 его убил сын Лусю, которого лишили наследства. Лусю был убит Пугэнем, сыном Иту. Пугэнь ненадолго стал ханом, но вскоре умер. Ханом стал Юйлюй. Юйлюй покорил земли усуней создал в 318 году лучшую в степи конницу. Вдова Тоба Иту, Вэй Ши, желая сделать сына ханом, убила Юйлюя и сделала ханом своего сына Хэну. В 325 Хэну умер. Разгорелась война между Тоба Гэном (братом Хэну) и Тоба Ихуаем (сыном Юйлюя). Победил Ихуай, но заболел и умер, престол перешёл к младшему сыну Юйлюя Тоба Шиицзяню. К 339 Шиицзянь укрепил страну внутри и снаружи. Были наняты китайские чиновники, изданы уголовные законы. В 340 он женился на дочери Мужун Хуэя. В 340 Шиицзянь переселился в Юньчжун. В 361 Лю Вэйчэнь вступил в подданство царства Дай, но 365 взбунтовался. В 375 Шиицзянь пошёл войной на Лю Вэйчэня. При форсировании Хуанхэ табгачи применили хитрость: на ещё не смёрзшийся лёд набросали куски сала, а сверху постелили тростниковые плоты, ночью ударил мороз и этот мост затвердел настолько, что по нему можно было пройти. Лю Вэйчэнь бежал.
В 371 году Чансунь Гань совершил покушение на Шиицзяня, принц Тоба Ши прикрыл отца собой и получил удар мечом в бок, он вскоре скончался. У него осталась молодая вдова Хэши (дочь Шиганя — старейшины восточного аймака), она была беременной и вскоре родила сына Тоба Шэгуя — Бэй Вэй Дао У-ди. В 376 напал Лю Вэйчэнь с войском из Цинь. Шиицзянь не мог лично командовать войском из-за болезни и решил отступить.
В 376 побочный сын Тоба Шицзюнь (拓拔寔君) решил захватить трон и поэтому убил братьев и Шиицзяня. Сразу же циньцы стали наступать на Юньчжун. Дай было поделено между Лю Кужэнем и Лю Вэйчэнем, но Фу Дэн (царь Цинь) обещал, что Тоба Гуй унаследует эти земли, когда вырастет. До тех пор Тоба Гуй жил с матерью у Лю Кужэня.
В 386 Тоба Гело (родственник Шиицзяня) циньского царя попросил утвердить его правителем Дай и получил разрешение. В марте 386 года Тоба Гуй переехал в Шэнлэ и провозгласил Бэй Вэй — Северную Вэй.
Северная Вэй в дальнейшем распалась на Восточную Вэй (534—550) и Западную Вэй (535—556). Восточную Вэй сменило государство Северная Ци (550—577), Западную Вэй — Северная Чжоу (557—581). Выходец из Северной Чжоу, Ян Цзянь, основал династию Суй (581—618). В дальнейшем Ли Юань, сын Ли Биня, тобасского генерала династии Северная Чжоу, основал династию Тан (618—907). Династия Тан достигла наибольшего рассвета при Ли Шимине.